# Ugo Guarino
Ugo Guarino (Trieste, 27 febbraio 1927 – Milano, 2 maggio 2016) è stato un pittore, scultore e disegnatore italiano.

## Biografia
La formazione e la crescita di Ugo Guarino avvenne in un ambiente artistico e culturale triestino ricco e variegato che si riunisce all’Acquedotto , appellativo mai caduto in disuso tra i triestini, per chiamare quello che già dagli anni Venti sarebbe stato ribattezzato come Viale XX settembre.
Luogo nevralgico di scambi e progettualità fu la sede della “Galleria Trieste” dove nel 1948, in seguito all’allestimento della VIII mostra della caricatura, avvenne un incontro, non casuale, tra Ugo Guarino e Lino Carpinteri, cofondatore, insieme a Mariano Faraguna,  della rivista “La Cittadella” edita dal 1947 e stampata nelle storiche tipografie di via Silvio Pellico de “Il Piccolo”, allora sostituito dal “Giornale di Trieste”. “La Cittadella” nacque putativamente già nel luglio del 1945 nelle vesti di un periodico studentesco intitolato “Caleidoscopio”, giornale che si era guadagnato rapidamente le simpatie di un pubblico vasto e fedele anche per la linea editoriale e politica caratterizzata dal rifiuto di qualsiasi condizionamento ideologico. Collabora con La Domenica del Corriere dal 1952 grazie all'amicizia con Dino Buzzati.
Dino Buzzati, tra il 2 e il 13 ottobre 1954, alla Galleria Monte Napoleone di Milano, introduce una personale ponendo in rilievo due virtù dell’artista:
La fantasia, amara alquanto, però non cattiva, poetica e l’umiltà per cui nessun lavoro, per modesto che sia, riesce mortificante, per cui non si fanno differenze tra cose grandi e cose piccole ma si ha una preoccupazione sola, quella di farle il meglio possibile.
Tra l’8 e il 18 febbraio del 1960, una personale, sempre presso la Galleria Monte Napoleone di Milano, esposizione anch’essa commentata da Dino Buzzati, oltre a rendere pubblica la nuova produzione pittorica dell’artista, risulta decisiva nel sottolineare l’istintuale interesse di Guarino per il mondo della meccanica e della robotica.
Elettronica, fisica, chimica e perfino cibernetica sono i temi che sottendono al percorso che tra il 30 novembre e il 13 dicembre del 1961 caratterizzeranno la nuova personale dell’artista presso il Salone dell’Annunciata di Milano, con la presentazione della serie di dipinti Giardini elettronici commentati in catalogo da Garibaldo Marussi come “i suoi fascinosi e misteriosi giardini”. 
Fra il 1963 e il 1967 vive e lavora negli Stati Uniti collaborando con l'ANSA nelle sezioni di cronaca d'arte e cronaca nera.
Sentendosi prigioniero del lavoro all’ANSA, e a causa delle ristrettezze economiche in cui l’artista versava, nel 1967, decide di fare ritorno in Italia dove, presso i cantieri navali di Trieste e Muggia per la marittima ILNEA svolge dei lavori di manutenzione ricordando agli amici più intimi di come il dare colore alle chiglie delle navi fosse per lui attività pittorica tale da meritare il massimo impegno. Attività che l’artista eleva a strumento rappresentativo pari a qualsiasi forma d’arte.
Una mattina del 1968, Guarino fece il suo ingresso nell'azienda metalmeccanica F.lli Tebaldi di Monza, ed ebbe accesso al suo primo computer.  In quel momento, dall’incontro con uno degli oggetti più importanti dello sviluppo tecnologico del periodo, inizierà un importantissimo decennio creativo che porterà l’artista ad affrontare una profonda analisi evolutiva dal concetto di automa, tratto primordiale delle sue Macchine fossili, alla ben più articolata meccanica del robot.
L’artista realizzerà sculture della serie Explorer , che seguiranno una metodologia realizzativa seriale, in un luogo deputato alla produzione seriale, utilizzando materiali, quali i serbatoi per motocicletta, aventi tutte le caratteristiche di prodotti di design, almeno negli anni Settanta.
A partire dal 1972 collabora con il gruppo Psichiatria Democratica di Franco Basaglia, con il quale si impegnerà per la chiusura dei manicomi e la conseguente apertura dei centri di salute mentale. Pubblica periodicamente sul Corriere della Sera; per diverso tempo ha illustrato gli articoli di Indro Montanelli presso la stessa testata, all'interno della rubrica La stanza di Montanelli. Durante il 2013 la città di Trieste programma una rassegna dedicata a Guarino. Muore a Milano il 2 maggio 2016.

## Mostre
- Ugo Guarino, Galleria d’arte Casanuova, Trieste, 10-25 Gennaio 1953
- Ugo Guarino, Galleria Montenapoleone, Milano, 2-13 ottobre 1954
- Ugo Guarino, Galleria Montenapoleone, Milano, 8-18 febbraio 1960
- Giardini elettronici, Salone dell’Annunciata, Milano, 30 novembre-
- 13 dicembre, 1961
- Ugo Guarino, Galleria del Cinema, New York, 16 dicembre 1963-31 gennaio 1964
- Explorer Galleria Schubert, Milano, 21 settembre-7 ottobre 1972
- Explorer, Galleria del Barba, Castellanza, 20 febbraio-21 marzo 1973
- Insieme, Osteria Le cinque porte, Trieste, giugno 1973
- Ugo Guarino, showroom Cassina, Milano, 19 febbraio-15 marzo 1974
- Ugo Guarino, Palazzo Costanzi, Trieste, settembre 1975
- I Testimoni, Piazza Marconi, Muggia, agosto 1975
- I Testimoni Palazzo Costanzi, Trieste,15-16 novembre 1975
- I Testimoni Palazzo Sormani, Milano, febbraio 1976
- I Programmati, Studio viale Bligny, Milano, novembre 1976
- 150 ore, Scuola Pascoli, Monza, giugno 1978
- L’alfabeto essenziale di Ugo Guarino. Museo Revoltella, Trieste, 24 giugno-11 ottobre 2015

Collettive
- V mostra della caricatura, Galleria d’arte, Trieste 1948
- VIII mostra della caricatura, Galleria d’arte, Trieste 1952
- Mostra in terrazza Montenapoleone 6, Milano, 1958
- Riverside Museum, New York, 15-29 settembre 1963
- Empire State Building, New York 1964
- Rockefeller Center, New York, 1965
- Rassegna delle arti figurative della Venezia Giulia e Venezia Tridentina, Palazzo delle esposizioni, Roma, giugno-luglio 1968
- Arte e fantascienza, Castello di San Giusto, Trieste, luglio 1970
- Circolo Italsider, Trieste, giugno 1974
- Centro Internazionale d’arte grafica, Saciletto, agosto-settembre 1974
- Pittori per la Spagna, Palazzo Costanzi, Trieste, ottobre 1974
- Pittori per la Spagna, Palazzo Re Enzo, Bologna, gennaio 1975
- 500 artisti per la Innocenti e le altre fabbriche in lotta, Museo della permanente, Milano, gennaio 1976
- Réseau Internazionale di alternativa alla psichiatria, Trieste, 13-18 settembre 1977.
- Festa dell’arte, Trieste, settembre 1991

## Pesce olio su tavola 1956 collezione privata
- Cuore di Ugo Guarino (Milano Libri, 1968; prefazione di Dino Buzzati)
- La psicoanalisi di Ugo Guarino (Milano Libri, 1974; prefazione di Cesare Musatti)
- Viaggio nella Costituzione (Diki Books, 1979)
- Zitti e buoni! – Tecniche del controllo (Universale Economica Feltrinelli, 1979; presentazione di Franca Ongaro Basaglia)
- Pollok - Ugo Guarino per il Corriere della sera, Una copertina un artista, La Lettura n. 186 Domenica 21 giugno 2015